# Абел Ернандес
Абел Ернандес е уругвайски футболист, нападател на Пенярол. Има 28 мача и 11 гола за уругвайския национален отбор между 2010 и 2017 г.

## Клубна кариера
Юноша е на Пенярол, но не е взет в първия отбор, тъй като е сметнат за прекалено слаботелесен. През 2006 г. дебютира в уругвайската Примера с екипа на Сентрал Еспаньол, като в първия си сезон записва 6 мача. През сезон 2007/08 става основен футболист в тима, като в 24 срещи отбелязва 9 попадения. През лятото на 2008 г. изкарва проби в Дженоа, но контракт не е подписан заради лошото здравословно състояние на Ернандес. Впоследствие Ернандес се завръща в тима на Пенярол, където остава половин сезон. По време на престоя му в Пенярол, му е открита сърдечна аритмия, която е отстранена с операция.
В началото на 2009 г. е закупен от тима на Палермо. Нападателят трудно преборва конкуренцията на Единсон Кавани и Фабрицио Миколи. По време на престоя си при „сицилианците“ редува силни представяния с чести контузии. През лятото на 2012 г. скъсва коленни връзки, което ограничава изявите му до едва 14 срещи през сезона. През сезон 2012/13 Палермо изпада от Серия А, но уругваецът остава с тима и във втория ешелон. След силен сезон, в който записва 28 мача и 14 гола, преминава в английския Хъл Сити.
Дебютира за Хъл срещу Уест Хем Юнайтед, като вкарва и гол, а срещата завършва 2:2. В следващото домакинство на „тигрите“ отбелязва срещу Манчестър Сити, но тимът му губи с 2:4. Общо през сезона вкарва 4 гола, но не успява да спаси Хъл от изпадане. През сезон 2015/16 в Чемпиъншип става водещ голмайстор на тима с 20 попадения в шампионата, а през януари 2016 г. е избран и за Футболист на месеца на Футболната лига. Избран е и за футболист на сезона на тима. През сезон 2016/17 обаче е далеч от най-добрата си форма и вкарва само 4 гола в 24 срещи. Хъл отново изпада от Висшата лига в Чемпиъншип. През следващата година е преследван от контузии и напуска Хъл след изтичане на договора му.
През август 2018 г. става част от ЦСКА Москва.

## Национален отбор
Дебютира за националния отбор на 11 август 2010 г. в мач с Ангола и вкарва гол, а „урусите“ побеждават с 2:0. През 2011 г. е част от тима на Уругвай, спечелил Копа Америка. През 2013 г. вкарва 4 гола във вратата на Таити в мач от Купата на конфедерациите и записва рекорд за най-бърз гол на турнира. Част е от избраниците на Оскар Табарес за Мондиал 2014 и Копа Америка през 2015 и 2016 г.

## Успехи

### Клубни
- Серия Б – 2013/14

### Национален отбор
- Копа Америка – 2011

### Индивидуални
- Футболист на сезона на Хъл Сити – 2015/16